# Grayia (рід змій)
Grayia — рід змій родини полозових (Colubridae). Представники цього роду мешкають в Африці на південь від Сахари. Рід названий на честь британського герпетолога Джона Едварда Грея.

## Опис
Представники роду Grayia — це великі або середнього розміру змії завдовжки 1—1,4 м (враховуючи хвіст, що становить 30 % або більше довжини решти тіла). Вони зазвичай мають дуже темне забарвлення, що допомагає їм маскуватися серед ґрунту та води. Це малодосліджені змії, що живуть на болотах і берегах струмків у тропічних лісах, живляться жабами й відкладають яйця в листяну підстилку серед коренів дерев. Вони відкладають яйця невеликими кладками по 3—4 яйця в кожній, замість того, щоб відкладати всі яйця одночасно — така поведінка відома в деяких черепах, однак не задокументована серед інших змій.

## Види
Рід Grayia нараховує 4 види:
- Grayia caesar (Günther, 1863)
- Grayia ornata (Bocage, 1866)
- Grayia smithii (Leach, 1818)
- Grayia tholloni Mocquard, 1897